# Malves-en-Minervois
Malves-en-Minervois é uma comuna francesa na região administrativa de Occitânia, no departamento de Aude. Estende-se por uma área de 4,88 km². Em 2010 a comuna tinha 885 habitantes (densidade: 181,4 hab./km²).